# Leidse Rijn (waterschap)
Het waterschap Leidse Rijn is een fusiewaterschap in de Nederlandse provincie Utrecht. Het is in 1980 ontstaan uit de voormalige waterschappen:  
1. Bijleveld
2. Heycop
3. Kortrijk
4. Portengen
5. Vleutense Wetering
6. Oudegein

Tegelijkertijd werd een gedeelte van het waterschap Kromme Rijn, met name het gebied Rijnhuizen, overgenomen.